# Cannes Bocca Futsal
Maillots
Cannes Bocca Futsal est un club français de futsal basé dans le quartier de La Bocca à Cannes. Il est fondé en 1978 et disparaît en 2014.

## Histoire
Cannes Bocca Futsal est le premier club français de futsal à avoir vu le jour, à l'initiative d'Amador Lopez, en 1978. 
Le club doyen est demi-finaliste de l'édition 2009-2010 du Championnat de France Futsal. 
En 2010-2011, le club perd en demi-finale du championnat de France contre le Sporting Paris (5-7).
Pour la saison 2011-2012, le club conserve le gros de son effectif qu'il renforce. Il joue maintenant Palais des Victoires, salle pouvant accueillir 4 000 personnes.
Au terme d'un championnat 2012 - 2013 riche en émotion, le Cannes Bocca Futsal accèda au championnat France de Division 1 de Futsal. En effet, lors de la saison 2013 - 2014, Le Cannes Bocca Futsal figurerait parmi les 12 meilleurs clubs Français de Futsal.
Lors de la saison 2013-2014, Bocca est vice-champion de France en terminant second de Division 1 à seulement un point du Sporting Paris, quadruple champion en titre. Le club se hisse aussi jusqu'en finale de la Coupe de France mais s'incline contre le Kremlin-Bicêtre United (2-5).
Durant l'été 2014, le club disparaît en raison d'une somme d'argent non remboursée à la mairie de Cannes. Ces 70 000 € correspondent au salaire du manager général Farid Benameur, mis à disposition par la Ville. Le club est radié de la Fédération française de football le 1er juillet 2014 et le championnat de France Futsal 2014-2015 se déroule sans lui. La société Cannes Bocca Futsal est placée en liquidation judiciaire en juin 2015.

## Palmarès

### Titres et trophées
- Championnat de France
  - Vice-champion : 2014

- Coupe de France
  - Finaliste : 2014

### Bilan par saison
| Saison    | Championnat                    | Championnat     | Championnat | Championnat | Championnat | Championnat | Championnat | Championnat | Championnat | Championnat | Championnat  | Coupe de France | Entraîneur  |
| Saison    | Division                       | Class.          | Pts         | M           | V           | N           | D           | Bp          | Bc          | Diff.       | Phase finale | Coupe de France | Entraîneur  |
| --------- | ------------------------------ | --------------- | ----------- | ----------- | ----------- | ----------- | ----------- | ----------- | ----------- | ----------- | ------------ | --------------- | ----------- |
| 2002-2003 |                                |                 |             |             |             |             |             |             |             |             |              |                 |             |
| 2003-2004 |                                |                 |             |             |             |             |             |             |             |             |              |                 |             |
| 2004-2005 |                                |                 |             |             |             |             |             |             |             |             |              |                 |             |
| 2005-2006 |                                |                 |             |             |             |             |             |             |             |             |              |                 |             |
| 2006-2007 |                                |                 |             |             |             |             |             |             |             |             |              |                 |             |
| 2007-2008 |                                |                 |             |             |             |             |             |             |             |             |              |                 |             |
| 2008-2009 | Challenge national - grp. D    | 1er/7           | 21 pts      | 6           | 5           | 0           | 1           | 44          | 26          | +18         | -            | finale à 8      |             |
| 2009-2010 | Championnat de France - grp. B | 2e/12           | 67 pts      | 22          | 14          | 3           | 5           | 145         | 92          | +53         | -            |                 |             |
| 2010-2011 | Championnat de France - grp. B | 2e/12           | 74 pts      | 22          | 17          | 2           | 3           | 155         | 78          | +77         | demi-finale  |                 |             |
| 2011-2012 | Championnat de France - grp. B | 4e/14           | 69 pts      | 26          | 13          | 4           | 9           | 138         | 119         | +19         | -            |                 |             |
| 2012-2013 | Championnat de France - grp. B | 3e/12           | 65 pts      | 22          | 14          | 1           | 7           | 108         | 71          | +37         | -            |                 | Manuel Moya |
| 2013-2014 | Division 1                     | 2e/13           | 84 pts      | 24          | 19          | 3           | 2           | 115         | 55          | +60         | non jouée    | Finale          | Manuel Moya |
| 2014-2015 | Division 1                     | forfait général | -           | -           | -           | -           | -           | -           | -           | -           | -            | -               |             |

## Personnalités

### Présidents
- 2005-2013 : François Béhar[4]
- 2013-2014 : Florent Massis

L'entraîneur Manuel Moya arrive du FC Barcelone en 2013. Il mène l'équipe en finale de la Coupe de France en 2015.

### Entraîneur
- Alexandre Tamburro
- 2013-2014 :  Manuel Moya

Nordine Gourra est sélectionné en équipe de France de futsal lors de son passage au CBF.